# Femmes d'aujourd'hui (film, 1926)
Pour les articles homonymes, voir Femmes d'aujourd'hui (homonymie).
Pour plus de détails, voir Fiche technique et Distribution.
Femmes d'aujourd'hui (Butterflies in the Rain) est un film américain réalisé par Edward Sloman et sorti en 1926.

## Synopsis
Tina Carteret, une jolie fille d'une famille aristocratique anglaise, croit en la « nouvelle liberté » des femmes et est une fervente adepte d'un groupe d'amis bohèmes qu'elle considère comme étant les élus de la terre. Lors d'une promenade à cheval, elle est obligée de traverser le domaine voisin de John Humphries, un riche roturier qui a récemment acheté la propriété d'un pair, s'attirant le ressentiment amer de la famille snob de Tina. Son cheval tombe. Elle est secourue par John, et lui reproche d'avoir clôturé son terrain, le blâmant pour son accident. Le lendemain, elle l'invite à dîner, feignant de se repentir de ses paroles précipitées, mais prend un plaisir évident à le ridiculiser gentiment, tout en prenant son parti lorsque ses frères l'appellent avec mépris « ce roturier ». Tina pousse John à l'emmener dans une soirée, mais il refuse de la laisser entrer dans un certain club particulièrement peu recommandable. Cela contrarie beaucoup la jeune fille qui a l'habitude de tout faire à sa manière, mais elle le remercie le lendemain lorsqu'elle apprend dans le journal que le club a été perquisitionné la veille.

## Fiche technique
- Titre original : Butterflies in the Rain
- Réalisation : Edward Sloman
- Scénario : Charles Kenyon (en) d'après Butterflies in the Rain d'Andrew Soutar (en)[2]
- Producteur : Carl Laemmle
- Photographie : Gilbert Warrenton
- Production : Universal Pictures[3]
- Pays de production :  États-Unis
- Durée : 80 minutes (8 bobines)[4]
- Date de sortie : 
  - États-Unis : 20 décembre 1926

## Distribution
- Laura La Plante : Tina Carteret
- James Kirkwood : John Humphries
- Robert Ober : Emsley Charleton
- Dorothy Cumming : Lady Pintar
- Oscar Beregi Sr. : Lord Purdon
- Grace Ogden : Miss Flax
- Dorothy Stokes : Miranda
- Edwards Davis : Stuart Carteret
- Edward Lockhart : Aubrey Carteret
- James H. Anderson : Dennis Carteret
- Blackie Thompson : Mr. Sarling
- Rose Burdick : Marie Charleton
- Ruby Lafayette : Mrs. Humphries